# Куп Бугарске у фудбалу
Куп Бугарске у фудбалу (буг. Купа на България) бугарско је фудбалско такмичење, у коме учествују сви званично регистровани фудбалски клубови из Бугарске. 
Систем такмичења је елиминациони, са једном утакмицом одигравања без реванша. Финале купа се обично игра на стадиону Васил Левски у Софији. Победник купа иде у квалификације за Лигу Европе.

## Историја
Куп Бугарске је током 20. века више пута мењао називе. Првобитно се звао „Царски куп“ („Купа на Царя“), назван по цару Фердинанду, и трајао је од 1938. до 1942.
За време комунистичког режима, куп је носио назив „Куп совјетске армије“ (Купа на Съветската армия), који је трајао од 1946. до 1982.

## Освајачи по клубовима
| Клуб               | Број титула | Сезоне |
| ------------------ | ----------- | --- |
| Левски Софија      | 26          | 1942 1946 1947 1949 1950 1956 1957 1959 1967 1970 1971 1976 1977 1979 1984 1986 1991 1992 1994 1998 2000 2002 2003 2005 2007 2022 |
| ЦСКА Софија        | 21          | 1951 1954 1955 1961 1965 1969 1972 1973 1974 1983 1985 1987 1988 1989 1993 1997 1999 2006 2011 2016 2021                          |
| Славија Софија     | 8           | 1952 1963 1964 1966 1975 1980 1996 2018                                                                                           |
| Литекс             | 4           | 2001 2004 2008 2009 |
| Локомотива Софија  | 4           | 1948 1953 1982 1995 |
| Ботев Пловдив      | 4           | 1962 1981 2017 2024 |
| Лудогорец Разград  | 3           | 2012 2014 2023 |
| ФК 13 Софија       | 2           | 1938 1940 |
| Берое              | 2           | 2010 2013 |
| Локомотива Пловдив | 2           | 2019 2020 |
| Спартак Пловдив    | 1           | 1958 |
| Спартак Софија     | 1           | 1968 |
| Сливен             | 1           | 1990 |
| Марек              | 1           | 1978 |
| Септември Софија   | 1           | 1960 |
| АС-23 Софија       | 1           | 1941 |
| Шипка Софија       | 1           | 1939 |
| Черно Море         | 1           | 2015 |